# Ochrodota atra
Ochrodota atra là một loài bướm đêm thuộc phân họ Arctiinae, họ Erebidae.